# Saint-Rémy, Calvados

Saint-Rémy este o comună în departamentul Calvados, Franța. În 1 ianuarie 2022 avea o populație de 982 de locuitori.